# 眶溝絲鰭鮃
眶溝絲鰭鮃為輻鰭魚綱鰈形目鰈亞目鮃科的其中一種，為熱帶海水魚，分布於中西大西洋尼加拉瓜及委內瑞拉外海海域，棲息深度119-156公尺，體長可達11.7公分，棲息在底層水域，以底棲生物為食，生活習性不明。

## 扩展阅读
維基物種上的相關：眶溝絲鰭鮃